# In C
In C is een semi-aleatorisch muziekstuk, gecomponeerd door Terry Riley in 1964. Het stuk is geschreven voor 35 muzikanten, maar met kleinere of grotere groepen kan het stuk ook gespeeld worden. Naar verluidt is het de eerste minimalistische compositie ooit. 
In C bestaat uit 53 korte, genummerde muzikale rijen, die van een halve tel tot 32 tellen duren en die zo vaak herhaald kunnen worden als de muzikant wil. Elke muzikant heeft controle over welke rij hij of zij speelt: Muzikanten worden aangemoedigd om de zinnen te beginnen op verschillende momenten, zelfs als ze dezelfde zin spelen. Voor een juiste toon dient het ensemble niet meer dan 2 tot 3 zinnen "uit elkaar vallen". De zinnen moeten in volgorde worden gespeeld, hoewel sommige rijen overgeslagen kunnen worden. 
Het stuk heeft geen vaste duur; uitvoeringen duren gemiddeld tussen de 45 en 90 minuten. 